# Annika Schlitte
Annika Schlitte (* 1981 in Hattingen) ist eine deutsche Philosophin. Seit 2020 ist sie Professorin für Ästhetik und Kulturphilosophie an der Universität Greifswald.

## Leben
Schlitte studierte von 2001 bis 2006 Philosophie und Deutsch auf Lehramt an der Ruhr-Universität Bochum und promovierte 2010 an der Universität Eichstätt-Ingolstadt. Schlitte war von 2011 bis 2016 als wissenschaftliche Mitarbeiterin ebendort tätig und koordinierte in den Jahren 2013 bis 2016 als Sprecherin und Postdoc das interdisziplinäre Graduiertenkolleg „Philosophie des Ortes“. Sie verbrachte im Wintersemester 2015/16 einen Forschungsaufenthalt an der Stony Brook University, New York. Von 2016 bis 2020 war sie Juniorprofessorin für Philosophie unter besonderer Berücksichtigung der Beziehung zu den Sozial- und Kulturwissenschaften an der Johannes Gutenberg-Universität Mainz und vertrat im Sommersemester 2020 dort die Professur für Didaktik der Philosophie/Ethik. Ihre Habilitation erfolgte 2020 in Eichstätt.
Ihre Interessensgebiete sind Kulturphilosophie, Ästhetik (insbesondere Naturästhetik), Philosophie von Ort und Raum, philosophische Theorien des Geldes sowie Grenzfragen zwischen Philosophie und Soziologie.

## Schriften (Auswahl)

### Monographien
- Die Macht des Geldes und die Symbolik der Kultur, Fink, München, 2012. ISBN 978-3-7705-5317-4

### Herausgeberschaft
- mit Torsten Cress, Oliwia Murawska: Posthuman? Neue Perspektiven auf Natur/Kultur, Brill/Fink, Paderborn, 2023, ISBN 978-3-7705-6597-9 (in Herstellung)
- mit Markus Verne, Gregor Wedekind: Die Handlungsmacht ästhetischer Objekte, De Gruyter. Berlin/Boston 2021. ISBN 978-3-11-070279-8
- mit Christian Berger: Sublimation/Sublimierung. Redefining Materiality in Art after Modernism/Neubestimmungen von Materialität in der Kunst nach dem Modernismus, Zeitschrift für Ästhetik und Allgemeine Kunstwissenschaft, Sonderheft 19, Meiner, Hamburg, 2021. ISBN 978-3-7873-3953-2
- mit Margit Ruffing, Gianluca Sadun Bordoni: Kants Naturrecht Feyerabend. Analysen und Perspektiven, De Gruyter, Berlin, 2019. ISBN 978-3-11-067129-2
- mit Thomas Hünefeldt: Situatedness and Place. Multidisciplinary Perspectives on the Spatio-temporal Contingency of Human Life, Contributions to Phenomenology, Band 95, Springer, New York, 2018. ISBN 978-3-319-92936-1
- mit Franziska Huditz, Alexander Denzler: Geld. Wert und Werte, Königshausen & Neumann, Würzburg, 2017. ISBN 978-3-8260-6084-7
- Thomas Hünefeldt: Ort und Verortung Beiträge zu einem neuen Paradigma interdisziplinärer Forschung, transcript, Bielefeld, 2017. ISBN 978-3-8376-3852-3
- mit Thomas Hünefeldt, Daniel Romic, Joost van Loon: Philosophie des Ortes. Reflexionen zum Spatial Turn in den Sozial- und Kulturwissenschaften, transcript, Bielefeld, 2014. ISBN 978-3-8376-2644-5